# Richard Arnold
Richard Robert Arnold (* 26. listopadu 1963 v Cheverly, Maryland, USA) původně učitel matematiky a přírodních věd, se v květnu 2004 stal astronautem NASA. V březnu 2009 absolvoval svůj první kosmický let raketoplánem Discovery na Mezinárodní vesmírné stanici (ISS).

## Život

### Učitel
Pochází z města Cheverly v Marylandu. Na místní marylandské univerzitě (Frostburg State University) studoval účetnictví, hodnost bakaláře získal roku 1985. Pokračoval studiem pedagogiky, zakončeném roku 1998 ziskem kvalifikace učitele. Současně v letech 1987–1988 pracoval v Námořní akademii (United States Naval Academy) jako technik. Poté učil na střední škole v marylandském Waldorfu a současně studoval na University of Maryland ekologii moře a pobřeží, titul magistra získal roku 1992. Následující rok strávil výzkumem mořské biologie v Národní pobřežní rezervaci Cape Cod (Cape Cod National Seashore) a na palubě oceánografické lodě vyjíždějící z Woods Hole v Massachusetts. Od roku 1993 učil biologii a mořskou ekologii v americké škole v Casablance v Maroku. O tři roky později se přestěhoval do Rijádu v Saúdské Arábii, zde vyučoval a vedl oddělení vědy Americké mezinárodní školy (American International School). Později, roku 2001, byl přeložen na podobné pozice v síti Americké mezinárodní školy do Kuala Kencana (na Nové Guineji v Indonésii) a od roku 2003 do rumunské Bukurešti.

### Astronaut
Zúčastnil se 19. náboru astronautů NASA, uspěl a 6. května 2004 byl začleněn do oddílu astronautů NASA. prošel kurzem všeobecné kosmické přípravy a v únoru 2006 získal kvalifikaci vzdělávacího letového specialisty (Educator Mission Specialist) raketoplánu Space Shuttle.

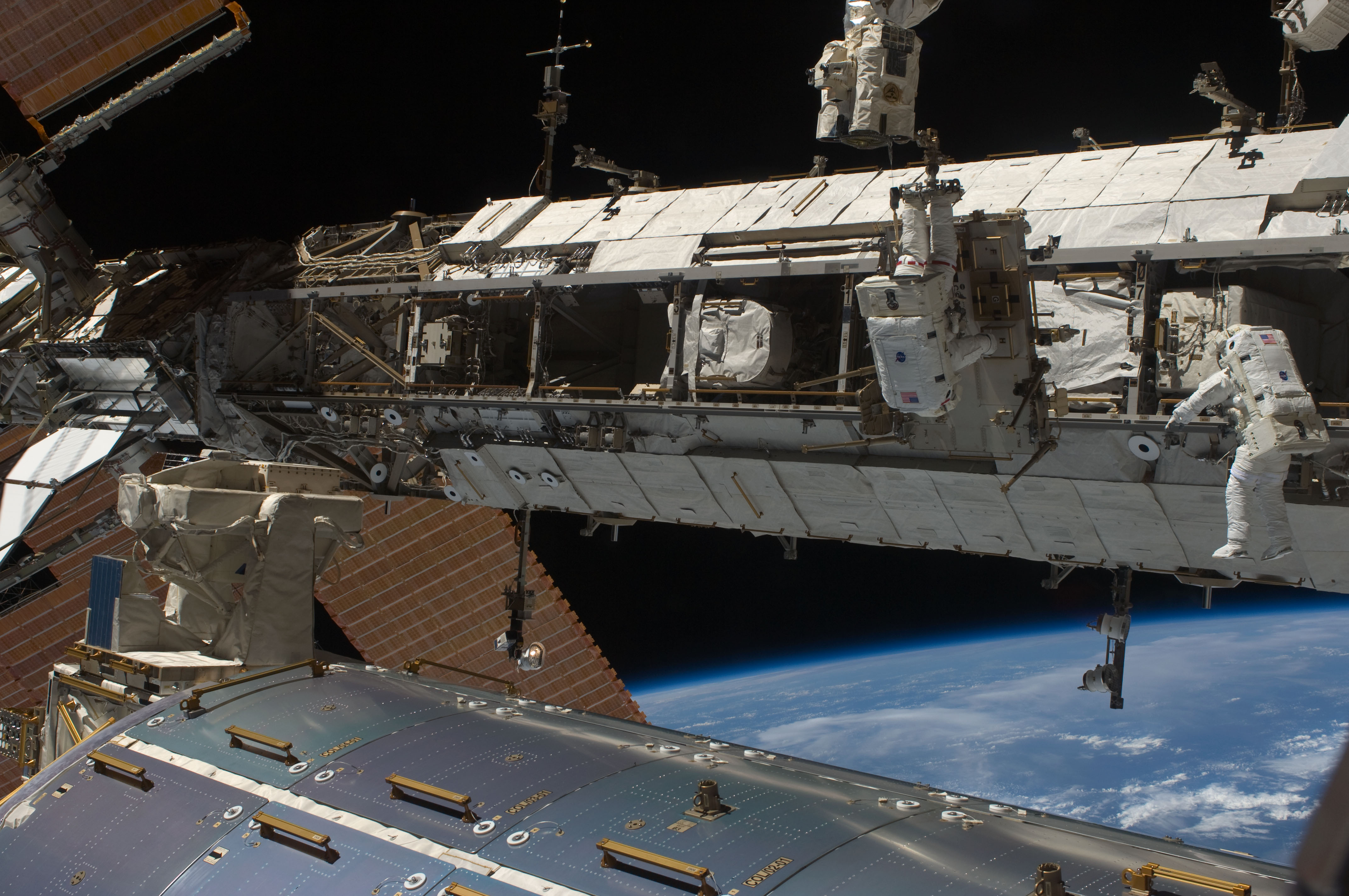
Arnold (vpravo) a Joseph Acabá při práci na povrchu stanice ISS, 23. března 2009

Absolvoval též kompletní potápěčský výcvik a v srpnu 2007 se zúčastnil devítidenního pobytu v podmořské laboratoři Aquarius nedaleko floridského pobřeží v rámci experimentu NEEMO 13 (NASA Extreme Environment Mission Objectives 13).
V říjnu 2007 byl zařazen ve funkci letového specialisty do posádky letu STS-119 plánovaného na listopad 2008. Do vesmíru odstartoval po několika odkladech na palubě raketoplánu Discovery 15. března 2009. Cílem mise byla doprava a montáž posledního solárního panelu Mezinárodní vesmírné stanice (ISS) a výměna člena posádky stanice. Při montáži panelu uskutečnil dva výstupy do vesmíru na povrch stanice o celkové délce 12 hodin a 34 minut. Po splnění programu letu astronauti přistáli 28. března 2009 na Floridě, let trval 12 dní, 19 hodin a 30 minut.
Richard Arnold je ženatý, má dvě dcery.